# 福島市立杉妻小学校
福島市立杉妻小学校（ふくしましりつ すぎのめ しょうがっこう）は、福島県福島市にある公立小学校である。

## 概要
福島市街地南部の杉妻地区南部にあり、濁川沿いに位置する。2020年5月1日現在、26学級645名の児童が在籍する。

## 沿革
- 1873年11月15日 - 前身となる学校が設立される。
- 1941年4月 - 国民学校令施行により、杉妻村立杉妻国民学校へ改称される。
- 1947年2月 - 杉妻村が福島市に吸収合併されたため、福島市立杉妻国民学校となる。
- 1947年4月 - 学校教育法施行により福島市立杉妻小学校へ改称され、福島市立杉妻中学校が併設される。また、杉妻小学校田沢分校が廃止され、福島市立清沢小学校が新設される（1973年、福島市立蓬萊小学校新設のため廃止）。
- 1952年4月 - 杉妻中学校が福島市立福島第一中学校に統合され廃止される。
- 1953年4月 - 杉妻幼稚園が付設される。
- 1985年8月3日 - 水泳プールが竣工する。
- 2002年1月18日 - 屋内運動場が竣工する。

## 学校行事
| - 4月 - 5月 - 6月 | - 7月 - 8月 - 9月 | - 10月 - 11月 - 12月 | - 1月 - 2月 - 3月 |

## 通学区域
- 杉妻地域
  - 伏拝
  - 黒岩
  - 鳥谷野
  - 太平寺
- 渡利地域
  - 渡利（字大巻）
  - 小倉寺（字上大巻、中大巻、下大巻、山神前、滝ノ上、向畑、瀬林、高畑、白山前、稲場、加登内、神ノ前、白山道、中窪、平場山、膝附、美濃輪、美濃輪下、小山、三月内、同宮敷、竹ノ内、中川原）
- 信夫地域
  - 永井川（JR東北本線より東側、字松木下）

## 進学先中学校
- 福島市立福島第一中学校[3]

## 学区 / 校区内の主な施設
- 国道4号福島南バイパス
- 福島市道47号南町浅川線
- JR東北本線南福島駅
- 福島市杉妻学習センター
- 福島市役所杉妻支所
- 伏拝郵便局
- ヨークベニマル南福島店
- ヨークベニマル太平寺店
- いちい南福島店（1996年開店、2023年12月11日閉店）[4]

## 交通
- JR南福島駅より徒歩約10分。福島交通路線バス蓬萊団地行中島下車後徒歩3分[5]。